# Odontolabis kikuchii
Odontolabis kikuchii es una especie de coleóptero de la familia Lucanidae.

## Distribución geográfica
Habita en Célebes (Indonesia).